# Le Thil-Riberpré
Le Thil-Riberpré é uma comuna francesa na região administrativa da Normandia, no departamento de Sena Marítimo. Estende-se por uma área de 10,2 km². Em 2010 a comuna tinha 225 habitantes (densidade: 22,1 hab./km²).